# Hyperlexie
Bij hyperlexie beheerst een kind spontaan en vroegrijp het lezen van enkele woorden. Het kan als een talent worden gezien: de capaciteit van de woordherkenning is ver boven het verwachte niveau. De gemeenschappelijke definitie omvat ook moeilijkheden met begrip van gedrukt materiaal voorbij of zelfs op het enkelewoordniveau. Vele mensen met hyperlexie hebben ook het probleem om spraak begrijpelijk te maken. Vaak hebben ze een fascinatie voor letters, getallen en boeken en soms voor abstracte vormen zoals logo's en sjablonen.

## Hyperlexie en hypergrafie
Hyperlexie schijnt verschillend te zijn van wat hypergrafie genoemd wordt. (Hypergrafie is een excessieve drang en/of dwang om te schrijven). Vaak zullen de kinderen met hyperlexie een vroegrijpe leescapaciteit hebben, maar slechts uit het hoofd leren spreken en met herhaling. Ze kunnen het ook moeilijk krijgen met het leren van de regels van taal door middel van voorbeelden of gewoon uitproberen. Dit kan leiden tot sociale problemen.

## Verloop van hyperlexie in de kinderjaren
Hyperlectische kinderen kunnen het alfabet soms al op de leeftijd van 18 maanden opzeggen en de capaciteit hebben om woorden te lezen op de leeftijd van ongeveer twee jaar en zinnen lezen op de leeftijd van ongeveer drie jaar. Vaak wordt hun capaciteit bekeken in een positief licht. Dit veroorzaakt een vertraging bij aanvragen van de ouders voor hulp voor hun kinderen, omdat zij geloven en/of denken dat hun kind wellicht een worstelend genie is.
Case-studies en groepsstudies suggereren een hogere frequentie van hyperlexie onder kinderen met autisme, dan onder kinderen met een andere ontwikkelingachterstand.
Ondanks de vroegrijpe leescapaciteit van hyperlectische kinderen, kunnen zij worstelen met (verbaal) communiceren. Hun taal kan het gebruiken van echolalie ontwikkelen. Vaak heeft het kind een grote woordenschat en kan vele voorwerpen en beelden identificeren, maar kan het kind taalvaardigheden niet in goed taalgebruik omzetten. Het technische lezen gaat goed tot bovenmatig goed maar het begrijpen van de tekst gaat hyperlectische kinderen minder goed af.

## Communicatie en sociale vaardigheden
De spontane taal ontbreekt en hun pragmatische spraak wordt vertraagd. De kinderen met hyperlexie worstelen vaak met Wie? Wat? Waar? Waarom? en hoe? vragen. Tussen de leeftijd van ongeveer vier en vijf jaar maken vele kinderen grote stappen in het communiceren. Vaak hebben ze een goed gevoel voor humor en kunnen lachen als een gedeelte van een woord behandeld wordt om een nieuw woord uit te leggen. Velen verkiezen speelgoed met letters of getallen boven ander speelgoed.
De sociale vaardigheden zijn vaak enorm vertraagd. Deze vaardigheden zijn uiterst nuttig in het ontwikkelen van efficiënte leeftijd-relatieve sociale vaardigheden. Het plaatsen van goede voorbeelden is ook essentieel. Vaak is er therapie nodig om de sociale vaardigheden te verbeteren.

## Soortgelijke onderwerpen
- Intelligentie, Hoogbegaafdheid
- Autisme, syndroom van Asperger, syndroom van Williams
- Dyslexie, Dyscalculie, Dyspraxie
- Non-verbal Learning Disabilities